# Dambreuk

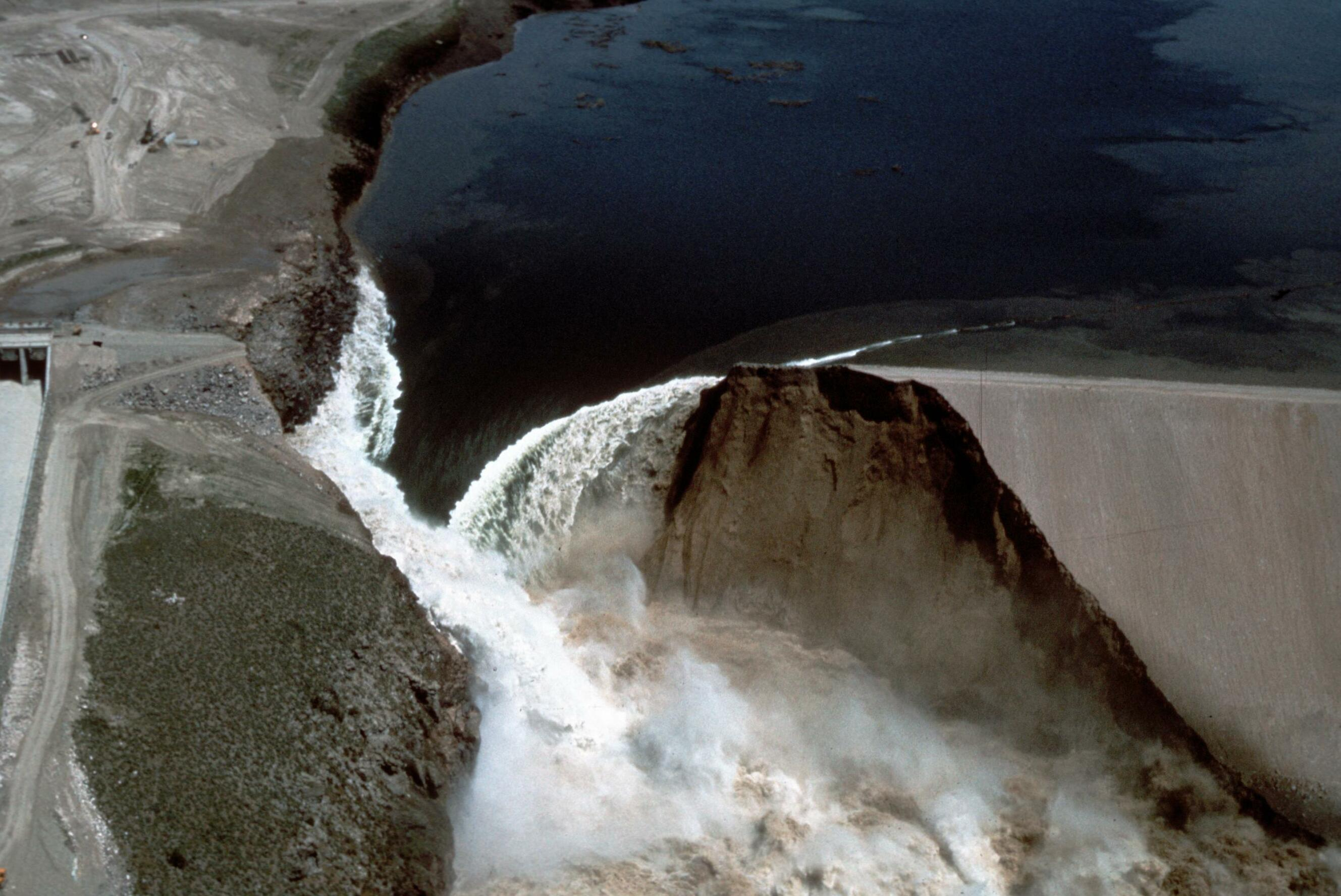
Het reservoir dat leegloopt van de doorgebroken Teton-dam op 5 juni 1976

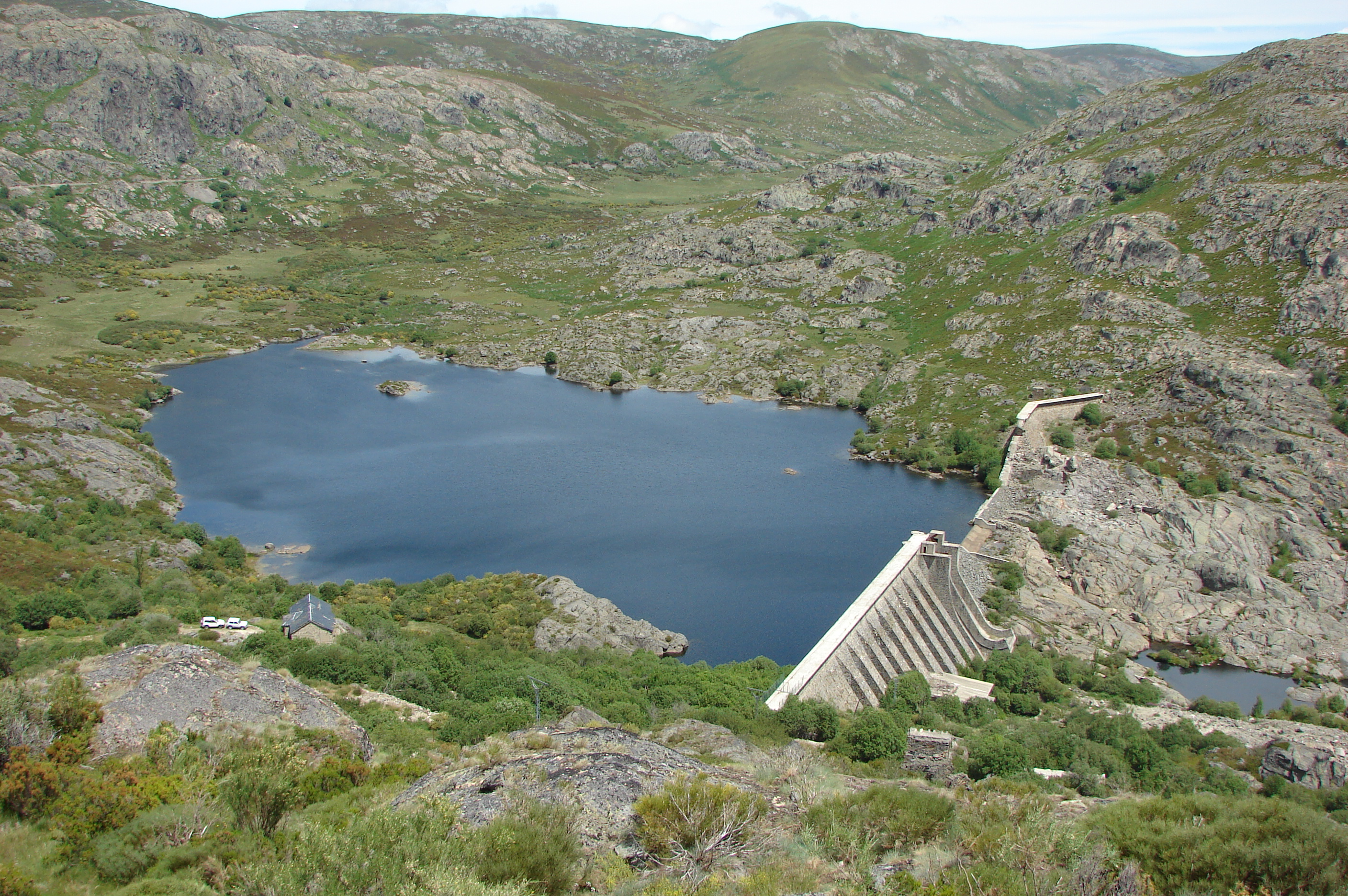
Ruïnes van de dam van Vega de Tera (Spanje) na de breuk in 1959

Een dambreuk is een catastrofale vorm van structureel falen die wordt gekenmerkt door de plotselinge, snelle en ongecontroleerde vrijgave van opgehoopt water. Tussen 2000 en 2009 vonden er wereldwijd meer dan 200 opmerkelijke dambreuken plaats.
Dammen worden volgens het internationaal humanitair recht beschouwd als "installaties die gevaarlijke krachten bevatten". Een opzettelijke beschadiging kan een enorme impact hebben op de burgerbevolking en het milieu. 
Dambreuken komen relatief zelden voor, maar kunnen een enorme schade en verlies van mensenlevens veroorzaken. In 1975 vielen er meer slachtoffers door de breuk van de Banqiaodam en andere dammen in de provincie Henan in China dan bij enige andere dambreuk in de geschiedenis. De ramp kostte naar schatting 171.000 mensen het leven en 11 miljoen mensen raakten dakloos.

## Belangrijkste oorzaken van dambreuken
Veelvoorkomende oorzaken van dambreuken zijn:
- Ondermaatse bouwmaterialen/technieken (Gleno-dam)
- Fout in het ontwerp van de overloop (bijna-breuk van de Glen Canyondam, de Walnut Grove-dam)
- Verlaging van de kruin van de dam, waardoor de overloop minder water afvoert (South Fork-dam)
- Geologische instabiliteit veroorzaakt door veranderingen in de waterstand tijdens het vullen of door slechte bewaking (Malpassetdam).
- Het verschuiven van een berg in het reservoir (Vajontdam – geen dambreuk, maar zorgde ervoor dat bijna het gehele volume van het reservoir verplaatst werd en over de dam heen stroomde)
- Slecht onderhoud, vooral van afvoerbuizen (Lawn Lake-dam, Val di Stava-dam)
- Extreme instroom (Shakidor-dam)
- Menselijke, computer- of ontwerpfout (overstroming Buffalo Creek, Dale Dike Reservoir, Taum Sauk-pompaccumulatiecentrale )
- Interne erosie, vooral in aarden dammen (Teton-dam )
- Aardbevingen
- Klimaatgedreven landschapsinstabiliteit (steenlawines, permafrost-aardverschuivingen, puinstromen, overstromingen door gletsjermeren en door aardverschuivingen afgedamde meren)

### Opzettelijke breuken
Een opvallend geval van opzettelijke damdoorbraken was de aanval van de Britse Royal Air Force op Duitsland tijdens de Tweede Wereldoorlog (codenaam "Operatie Chastise"), waarbij zes Duitse dammen werden doorbroken om de Duitse infrastructuur, productie en energievoorziening via de rivieren Ruhr en Eder te beïnvloeden. Deze inval vormde later de basis voor verschillende films.
Aanvallen op dammen worden beperkt door artikel 56 van het Protocol I-amendement van de Geneefse Conventies uit 1977. Dammen mogen niet rechtmatig worden aangevallen "als een dergelijke aanval kan leiden tot het vrijkomen van gevaarlijke strijdkrachten uit de werken of installaties en tot ernstige verliezen onder de burgerbevolking", tenzij "de aanval wordt gebruikt voor andere doeleinden dan de normale functie en voor regelmatige, aanzienlijke en directe ondersteuning van militaire operaties en als een dergelijke aanval de enige haalbare manier is om een einde te maken aan de ondersteuning". Soortgelijke bepalingen gelden ook voor andere bronnen van "gevaarlijke krachten", zoals kerncentrales.
Andere voorbeelden zijn de Chinese bombardementen op meerdere dammen tijdens tyfoon Nina (1975) in een poging deze leeg te laten lopen voordat de reservoirs overstroomden. De tyfoon veroorzaakte een overstroming die eens in de 2000 jaar voorkomt. Weinig of geen van deze dammen waren bestand tegen deze overstroming.
De Kachovkadam werd in juni 2023 verwoest tijdens de Russische inval in Oekraïne.